# Cieciórki Szlacheckie
Cieciórki Szlacheckie (prononciation : [t͡ɕɛˈt͡ɕurki ʂlaˈxɛt͡skʲɛ]) est un village polonais de la gmina de Czerwonka dans le powiat de Maków de la voïvodie de Mazovie dans le centre-est de la Pologne.
Il se situe à environ 4 kilomètres au nord de Czerwonka (siège de la gmina), 10 kilomètres au nord-est de Maków Mazowiecki (siège du powiat) et à 80 kilomètres au nord de Varsovie (capitale de la Pologne).

## Histoire
De 1975 à 1998, le village appartenait administrativement à la voïvodie d'Ostrołęka.